# Excirolana latipes
Excirolana latipes är en kräftdjursart som först beskrevs av Barnard 1914.  Excirolana latipes ingår i släktet Excirolana och familjen Cirolanidae. Inga underarter finns listade i Catalogue of Life.